# フルオロカーボン

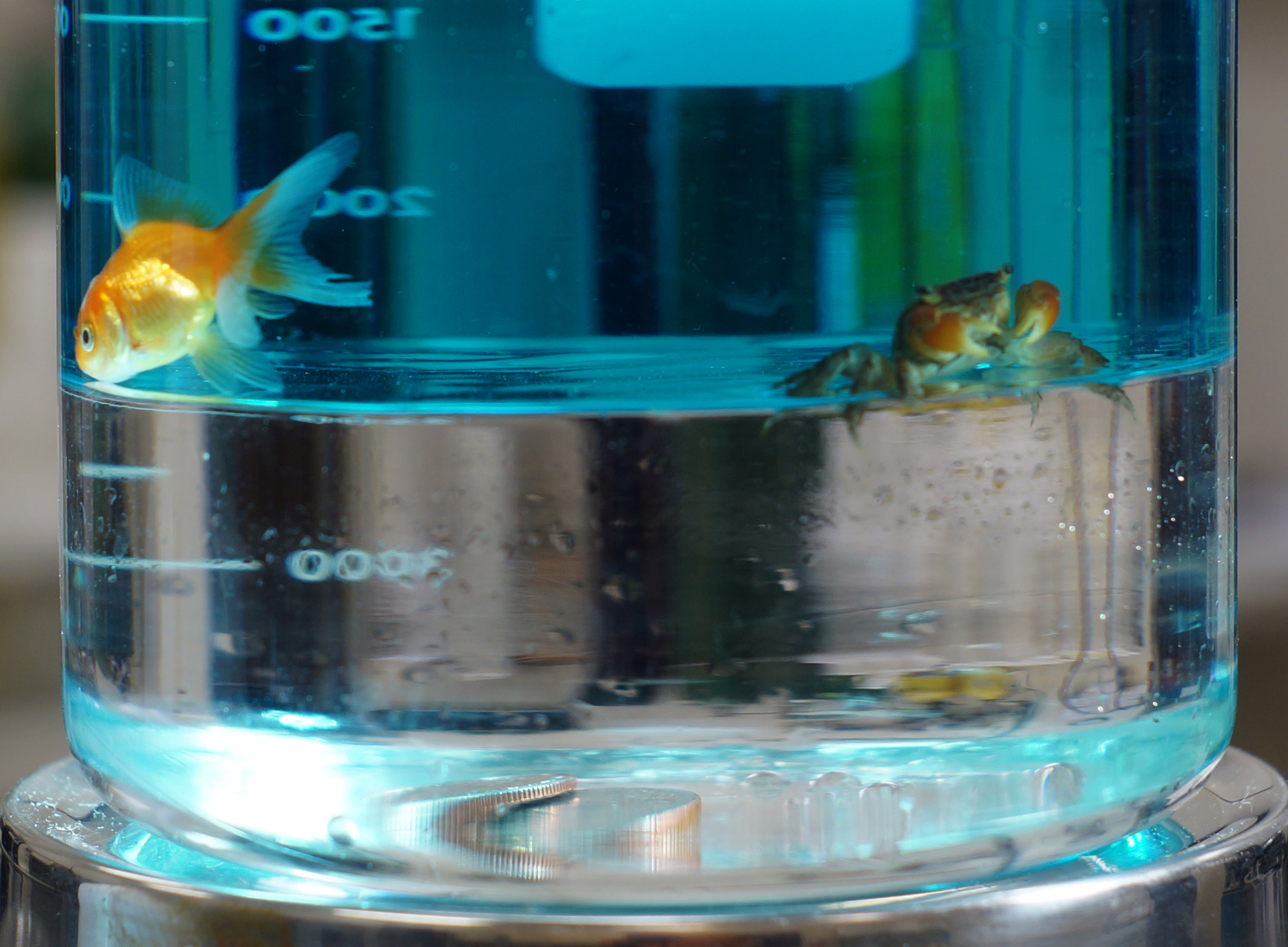
非混和性ビーカー内の着色された水の層（上）とはるかに高密度のパーフルオロヘプタン（下）。金魚とカニは境界を越えられない。 25セント硬貨は一番下にある。

- フルオロカーボン (英: fluorocarbon) とは、炭素-フッ素結合を持つ有機化合物の総称。化学反応がおきにくく、温度を変化させても安定である。炭化水素の水素原子を全てフッ素原子で置き換えたものはパーフルオロカーボンと呼ばれる。

## 概要
冷蔵庫やエアコンにおける冷媒や、精密電子部品の洗浄剤などとして用いられる。医療の現場では目の手術や肺の洗浄などにも使われる。
家庭用冷蔵庫の冷媒として、1928年に米国で開発された。近年、温暖化係数の極めて高い気体として問題視されている。
フルオロカーボンの2016年度日本国内生産量は 58,748 t、工業消費量は 55,245 t である。

## 主なフルオロカーボン
- パーフルオロカーボン　スリーエム社のフロリナートなど
- フルオロメタン
- トリフルオロ酢酸
- モノフルオロ酢酸
- トリフルオロメタンスルホン酸

## 典拠管理データベース: 国立図書館フランスBnF dataイスラエルアメリカ日本外部リンク
蝶理株式会社　パーフロカーボンの各規格が記載されている